# Leave the light on
Leave the light on is een nummer van Beth Hart. Het is tevens de titel van haar derde album uit 2004. Beth Hart werd door dit nummer bekend in Nederland. Het album gaat over haar gevecht tegen haar drank- en drugsproblemen.
Beth Hart zong het nummer ook tijdens haar optreden in Paradiso, waar een cd/dvd van uitgebracht werd:Live At Paradiso in 2005 door Universal.

## NPO Radio 2 Top 2000
| Nummer met noteringen in de NPO Radio 2 Top 2000 | '13  | '14  | '15 | '16 | '17 | '18 | '19 | '20 | '21 | '22 | '23 | '24 |
| ------------------------------------------------ | ---- | ---- | --- | --- | --- | --- | --- | --- | --- | --- | --- | --- |
| Leave the light on                               | 1609 | 1195 | 581 | 433 | 512 | 361 | 211 | 286 | 248 | 234 | 283 | 276 |

1. ↑  Een vetgedrukt getal geeft de hoogste notering aan.
2. ↑  2013 was het eerste jaar met een notering voor dit nummer.